# BR 290 и BR 294
BR 290 и BR 294 — немецкие маневровые тепловозы.
Наряду с распространёнными на немецких железных дорогах локомотивами серии 360 (нем. DB-Baureihe V 60) для некоторых видов маневровой работы потребовались более мощные тепловозы. Из усовершенствованных 212 тепловозов выделили новую серию 290.
В то же время для снижения затрат на обслуживающий персонал в маневровом движении компания Deutsche Bahn (DB AG) в 1980-х годах начала исследования и внедрение в работу системы дистанционного управления локомотивом. Так в 1995—1997 гг. на базе депо в Бремене были переоборудованы 297 тепловозов серии 290. Эти локомотивы после оснащения их системой дистанционного управления получили обозначение BR 294 (серия 294). От своих предшественников они отличаются наличием управляемого сцепного агрегата и дополнительными контрольными лампами на пульте машиниста.
Управление тепловозом серии 294 возможно как с пульта управления в кабине, так и с помощью переносного пульта дистанционного управления. При этом в возможные команды управления входит автоматическое сцепление/расцепление тепловоза с вагонами, наличие сцепщика или машиниста не обязательно.
Рама локомотива несущая сварной конструкции, на ней установлены через резиновые и винтовые пружины кабина машиниста и два капота — длинный и короткий. Усилены буфера и добавлен балласт весом 6т для увеличения нагрузки локомотива на путь и соответственно для увеличения сцепного веса и мощности при трогании с места. Доступ к дизелю осуществляется посредством сдвижных дверок капотов, сам дизель расположен в длинном капоте. Дизель 12-цилиндровый, передача тягового усилия осуществляется через гидравлическую передачу и коленчатые валы на колёсные пары. Конструкция аналогична используемой на серии 212, но рассчитана на увеличенный срок службы передачи в ущерб мощности. Максимальная скорость тепловоза 80 км/ч, скорость при манёврах — 40 км/ч. Система охлаждения находится также в длинном капоте кузова. В коротком капоте расположены компрессор, тормозные агрегаты, главные резервуары. Далее расположена аккумуляторная батарея, световое оборудование и шкаф электрических аппаратов.
Вместе с серией-напарником 291 (BR 295), тепловозы серии 290 (BR 294) задействованы в тяжёлой маневрово-вывозной работе. Их можно встретить повсеместно на всей сети железных дорог Германии. Основными ремонтными депо для них являются Seddin, Дрезден, Заальфельд.